# Miryam Romero
Miryam Romero Fernández (Jaén, 1963-Madrid, 12 de junio de 2022) fue una periodista española.

## Biografía
Nació en Jaén hacia 1963; a la temprana edad de dos años se trasladó con su familia a la ciudad toledana de Talavera de la Reina, donde estudió en el Colegio Madres Agustinas, en los Hermanos Maristas y en el IES Padre Juan de Mariana. Posteriormente, obtuvo la Licenciatura en Ciencias de la Información por la Facultad de Ciencias de la Información de la Universidad Complutense de Madrid.
Dedicó la mayor parte de su carrera a la información en radio y televisión, trabajando como presentadora de informativos y programas de actualidad de COPE, Antena 3 Radio (1985-1988) y TVE (1988-1989). En Antena 3 (1989-2020) fue presentadora de Antena 3 Noticias de las 15.00 horas desde principios de los años 1990, coincidiendo en pantalla con los periodistas Luis Herrero, Roberto Arce y Pedro Piqueras. Posteriormente pasó a trabajar detrás de las cámaras, como editora y subdirectora del informativo de las 21 horas conducido por Vicente Vallés, hasta que en diciembre de 2020 se jubiló acogiéndose al plan de bajas voluntarias incentivadas de Atresmedia.
Estaba casada y tuvo tres hijos. Falleció el 12 de junio de 2022 en Madrid a causa de una leucemia. Tenía seis hermanos, entre ellos el actor de doblaje Guillermo Romero. Su madre, Amalia Fernández Moreno, era periodista y escritora.